# Клепечиха (река)
Клепечиха — река в России, протекает по территории Поспелихинского и Шипуновского районов Алтайского края. Левый приток реки Алей (приток Оби).

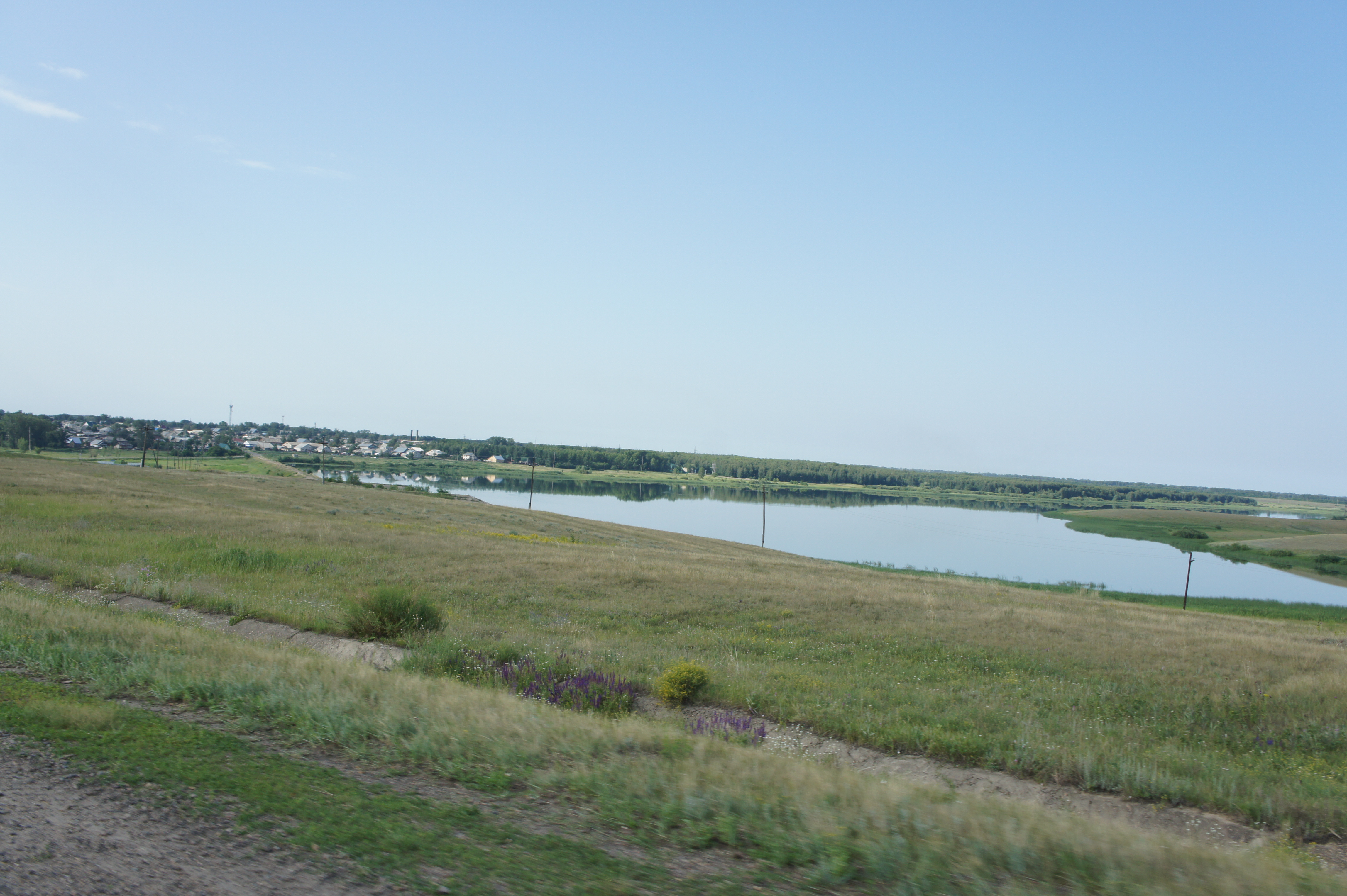
Клепечихинское водохранилище возле с. Шипуново

Река протекает по засушливой Алейской степи (Приобское плато). Исток реки расположен в Поспелихинском районе возле одноимённого села Клепечиха, где река превращена в несколько прудов. Устье реки находится в 283 км от устья Алея, возле посёлка Барчиха, возле которого образовано водохранилище. Также водохранилище образовано возле села Баталово. Все водохранилища используются для орошения полей и водопоя домашнего скота.
Длина реки составляет 62 км, площадь водосборного бассейна — 716 км². Водосбор открытый, распаханный. Для Клепечихи преобладает снеговое питание, в меньшей степени дождевое, характерно весеннее половодье. Летом, особенно в засушливые месяцы, река сильно мелеет. Река типично равнинная. Река имеет 3 притока: реки Порожняя (Загониха) (длина 15 км), Лобаниха (длина 11 км), Солоновка (ручей, длина 5 км) и несколько пересыхающих ручьёв.
В середине течения пересекает федеральную автомобильную трассу А322 Барнаул—Рубцовск.

## Данные водного реестра
По данным государственного водного реестра России относится к Верхнеобскому бассейновому округу, водохозяйственный участок реки — Алей от Гилёвского гидроузла и до устья, речной подбассейн реки — бассейны притоков (Верхней) Оби до впадения Томи. Речной бассейн реки — (Верхняя) Обь до впадения Иртыша.
Код объекта в государственном водном реестре — 13010200212115200000676.